# Al Grenert
Albert Francis Grenert, detto Al (Holyoke, 8 luglio 1919 – Rockport, 9 agosto 2002), è stato un cestista e allenatore di pallacanestro statunitense, professionista nella NBL e nella PBLA.

## Carriera
Giocò per tre stagioni nella NBL, disputando complessivamente 77 partite con 5,7 punti partita.
Chiuse la carriera nella PBLA con i Birmingham Skyhawks.